# Azione Giovani
Azione Giovani (AG) era l'organizzazione giovanile del partito politico italiano Alleanza Nazionale, costituito a Rieti nel 1996 e sciolto con la sua confluenza nella Giovane Italia nel 2009. Era attiva nelle scuole superiori e nelle università rispettivamente tramite Azione Studentesca e Azione Universitaria.
Dal 1998 al 2008 Azione Giovani ha organizzato annualmente la manifestazione di Atreju.

## Storia

Giorgia Meloni con una bandiera dell'organizzazione.

In seguito alla svolta di Fiuggi del gennaio 1995 che aveva portato alla nascita di Alleanza Nazionale, nel luglio 1996 fu organizzato a Rieti un congresso nazionale a cui presero parte i rappresentanti del Fronte della Gioventù  e del Fronte Universitario d'Azione Nazionale, ovvero le organizzazioni giovanili storiche del Movimento Sociale Italiano. Presero inoltre parte anche l'associazione studentesca Fare Fronte e dei nuovi circoli giovanili aderenti ad Alleanza Nazionale, alcuni dei quali non provenienti dalla tradizione missina.
Durante tale congresso sono state riprese ed ampliate le tematiche precedentemente espresse a Fiuggi e si giunse alla decisione di fondere i diversi gruppi giovanili partecipanti in un nuovo movimento denominato Azione Giovani. L'associazione era strutturata in Azione Studentesca, che operava negli istituti superiori, e Azione Universitaria, attiva negli atenei.
Venne eletto presidente il giovane deputato all'Assemblea regionale siciliana Basilio Catanoso, che in quel congresso ebbe la meglio su Alberto Arrighi.
Dimessosi Catanoso, nel febbraio 2002 il presidente di Alleanza Nazionale Gianfranco Fini nominò un "Comitato di reggenza nazionale" per Azione Giovani composto da Giorgia Meloni, di cui ne diventa coordinatrice, Nicola Caldarone, che ricoprirà il ruolo di portavoce, Francesco Grillo ed Emanuela Altilia. Successivamente Caldarone viene sostituito da Carlo Fidanza.
L'ultimo congresso in ordine di tempo si è svolto il 27 e 28 marzo 2004 a Viterbo, dove è stata eletta come presidente Giorgia Meloni, candidata di Fabio Rampelli supportata da Ignazio La Russa e Maurizio Gasparri, contro Carlo Fidanza, candidato di Gianni Alemanno supportato da Gianfranco Fini.
Durante la presidenza di Meloni Azione Giovani condusse battaglie contro la pillola abortiva, il divorzio breve, il disegno di legge DICO (DIritti e doveri delle persone stabilmente COnviventi) promosso dal governo Prodi II e qualsiasi progetto di Unione civile, organizzando anche sit-in contro la legalizzazione della cannabis.
In seguito alla nascita del Popolo della Libertà come partito nel 2009, anche Azione Giovani si fuse con l'organizzazione giovanile di Forza Italia, Forza Italia Giovani, per dare vita alla nuova organizzazione della Giovane Italia, di cui Meloni diventa presidente.

## Presidenti
- Basilio Catanoso (luglio 1996 – 2001/2002)
  - Comitato di reggenza - composto da Giorgia Meloni, Nicola Caldarone/Carlo Fidanza, Francesco Grillo and Emanuela Altilia (febbraio 2002 – 28 marzo 2004)
- Giorgia Meloni (28 marzo 2004 – 9 aprile 2009)

## Congressi
- I Congresso Nazionale - Rieti, luglio 1996.
- II Congresso Nazionale - Viterbo, 27-28 marzo 2004.